# سیدی فرج (سوق اهراس)
سیدی فرج (سوق اهراس) (به عربی: سيدي فرج) یک شهرداری در الجزایر است که در استان سوق اهراس واقع شده‌است. سیدی فرج ۷٬۴۹۷ نفر جمعیت دارد.